# Margarida Bays
Santa Margarida Bays (8 de setembro de 1815 – 27 de junho de 1879) foi uma católica suiça membra da Ordem Terceira de São Francisco. Ela trabalhava como costureira e servia como catequista. Ela viveu uma vida simples como terciária franciscana e adaptou os princípios dos carismas franciscanos em sua própria vida e apostolado social. Isso se intensificou depois que ela foi curada de um câncer colorretal no dia 8 de dezembro de 1854 (dia em que o Beato Pio IX proclamou o dogma da Imaculada Conceição) e ela tomou isso como um sinal de maior serviço a Deus e ao próximo.
Depois de sua morte em 1879, o Papa São João Paulo II a beatificou em 1995, depois de reconhecer um milagre atribuído a sua intercessão. Um outro milagre foi reconhecido pelo Papa Francisco em 2019, o que permitiu sua canonização.

## Vida

### Infância e educação
Margarida Bays nasceu em La Pierraz - num vilarejo Chavannes-les-Forts em Friburgo - no dia 8 de setembro de 1815 e foi a segunda de sete filhos de Pierre-Antoine Bays e Josephine Morel. Seus irmãos são:
- Jean
- Marie-Marguerite
- Joseph
- Blaise (morreu com 12 anoa)
- Seraphine (a última a nascer)[1]
- Claude

Seus pais eram fazendeiros e devotos. Ela demonstrava grande inteligência como estudante (estudou na escola de Chavannes-les-Forts) e demonstrava uma inclinação especial para a reflexão e contemplação (deixava de conversar com os amigos de escola para ficar na solidão e conversar com Deus). Em 1823 ela recebeu o Crisma e em 1926 a primeira Comunhão. A partir de 1830 ela fez estágio para ser costureira antes de oferecer seus serviços para diferentes famílias.
Em sua casa, no seu quarto, ela fez pequeno altar onde colocou flores e a imagem de Nossa Senhora. Margarida acordava cedo de manhã para pedir intercessão da Virgem Imaculada através da imagem antes de sair para fazer a tarefas da fazenda. No seu tempo livre ela contava às crianças sobre a vida de Jesus.
Apesar da insistência dos que a cercavam, ela não quis ser professa religiosa, mas queria permanecer solteira como uma virgem para dedicar-se numa vida austera para Cristo. Mas a dor atingiu a sua casa: sua irmã Marie-Marguerite (conhecida como Mariette) viu a dissolução de seu casamento; seu irmão Joseph (de temperamento violento e de maneiras relaxadas) cumpriu uma sentença na prisão e o ancião Claude teve um filho fora do casamento - François - do qual Margarida - então com dezessete anos - cuidou em termos de educação. Claude se casou (com 46 anos na época) com Josette, que - de acordo com os depoimentos dos parentes - era uma mulher de caráter rude e indelicado, nunca perdendo a chance de humilhar e maltratar sua cunhada. Mas Margarida cuidou de Josette mesmo assim, quando ela ficou muito doente a beira da morte.

### Serviço aos pobres
Começou durante a sua adolescência porque alguns camponeses não encontravam emprego devido à introdução da mecanização na agricultura. Mas esses problemas não atrapalharam seus esforços para servir os pobres, pois ela levava leite e pão para eles e também lavava e remendava suas roupas ou até mesmo dava-lhes novas para usar.
Sua devoção ao serviço para os pobres levou-a a descobrir a Ordem Franciscana Secular, da qual ela se tornou um membro. Margarida frequentava a missa regularmente apesar de uma caminhada de 20 minutos para a vila vizinha de Siviriez e participava da Adoração Eucarística após a celebração da Missa. Ela também embarcou em peregrinações aos santuários marianos.
Margarida dedicava parte de seu tempo para ensinar o catecismo a crianças e, frequentemente, visitava pessoas que estavam doentes. Em 1853, ela contraiu câncer colorretal e implorou a Mãe de Deus para cura-la através de sua intercessão. Mas, ao mesmo tempo, ela pediu que sua dor estivesse ligada ao sofrimento de Cristo, pois sua doença era sua própria cruz. A doença veio pela primeira vez quando ela começou a sofrer de tontura e dor aguda no estômago, assim como náuseas que a faziam vomitar com frequência. Mas ela tentou esconder isso e nem sequer tomou remédios até que a condição foi descoberta e ela foi convidada a consultar um médico que fez o diagnóstico e descartou uma operação. Em 8 de dezembro de 1854 - quando o Bem-aventurado Papa Pio IX proclamou o dogma da Imaculada Conceição - ela foi curada de sua doença.
A abadessa de um convento perto dela (também sua afilhada) Lutgarde Menétrey e o padre Joseph Schorderet foram incentivados por ela para a fundação da Obra de São Paulo em 1873, que foi uma iniciativa que ela tanto apoiou como encorajou apesar da oposição do Bispo de Friburgo, Étienne Marilley.

### Estigmas e morte
Margarida descobriu mais tarde que ela tinha os estigmas por volta de 1854 e consultou seu bispo local para verificar quão autênticos eram os estigmas. Além disso, ela começou a ter arrebatamentos extáticos quando ela sentia as dores da Paixão de Cristo uma vez por semana marcando a morte de Cristo. Mas ela primeiro tentou esconder os estigmas das pessoas, mas a notícia sobre seus estigmas se espalharam.
Os estigmas foram notados pela primeira vez quando ela sentiu queimação intensa e notou manchas vermelhas nas mãos, nos pés e no peito. Margarida foi submetida a um exame médico em 11 de abril de 1873 e o médico permitiu que sua sobrinha estivesse presente para o exame. Jules Grangier a visitou em sua casa para ver os estigmas em 1873 depois de uma série de pedidos feitos para vê-la.
Em suas últimas semanas ela só poderia beber um pouco de chá de ervas, leite e sopa. Sua condição tinha piorado durante a quaresma de 1879 e ela sofria uma extrema dor durante esse período. Margarida ficou frágil e magra e seu irmão Jean disse que ela se sentia como um saco de ossos quando ele teve que levantá-la. Ninguém sabia qual era sua condição, pois ela mantinha silêncio sobre seus sofrimentos e ofereceu sua dor a Deus; tudo o que se sabia era que ela sofria de dor aguda na cabeça, bem como na garganta e no peito. Margarida morreu às 3:00 da tarde no dia 27 de junho de 1879 depois de várias semanas de grande sofrimento e o seu funeral aconteceu no dia 30 de junho. Centenas de pessoas compareceram no seu funeral. Depois de um tempo de sua morte, seus restos mortais foram transferidos para a igreja paroquial de Siviriez.